# Dorogobuzj (vattendrag)
Dorogobuzj (ryska: Дорогобуж) är ett vattendrag i Belarus.   Det ligger i voblasten Brests voblast, i den västra delen av landet, 230 km sydväst om huvudstaden Minsk. Dorogobuzj ligger vid sjön Vozera Sporaŭskaje.
Omgivningarna runt Dorogobuzj är en mosaik av jordbruksmark och naturlig växtlighet. Runt Dorogobuzj är det ganska glesbefolkat, med 26 invånare per kvadratkilometer.